# 皇国晴酒造
皇国晴酒造株式会社（みくにはれしゅぞう）は、富山県黒部市にある清酒などを製造・販売する日本の酒造メーカー。

## 概要
生産するほぼ全てが純米酒や吟醸酒といった特定名称酒である。酒米は『山田錦』などを使用し、年間18万リットルを生産している。
日本全国の酒蔵で唯一、環境省選定『名水百選』の湧水が敷地内にて湧き出ている。
社名は当初『岩瀬酒造』であったが、日清戦争および日露戦争の日本の大躍進にあやかって、天皇の国・日本を意味する"皇国"が"晴"れるような勢いの会社になるように『皇国晴酒造』と社名を変更したとされている。

## 歴史
- 1818年頃 - 現在地で酒蔵が興る[1]
- 1887年 - 法人化[1]。当初は『岩瀬酒造』という名称であった[2]（一部資料では、現社名で法人化の旨が記載されている[1]）
- 日露戦争以降 - 現社名となる[2]。
- 2024年 - 能登半島地震により、壁や瓦に被害を受ける[3]。

## 主な銘柄
豪華生一本
かつての主力商品であった。
幻の瀧
上記の『豪華生一本』が価格競争などで苦戦したため、1980年代後半に入ってから新たに商品化した吟譲酒（派生商品の『幻の瀧 飛雪』および『幻の瀧 奥秘境』も存在）および純米酒。銘柄は黒部川上流・十字峡から剣沢を1.5km さかのぼった剣大滝の別称からとられた（急流と切り立った断崖に遮られて爆音は聞こえるが滝の姿が見えないため「幻の滝」と言われていた）。
過去には『越中鬼ころし 幻住庵』も存在していた。

## 本社・工場
〒938-0801 富山県黒部市生地296

## 備考
1972年8月、当時の横綱力士・琴櫻傑將が黒部巡業で同社に宿泊した。これが縁で彼が出演するテレビコマーシャルが制作され、昭和40年代後半に放映された。同社には同時期に作成されたポスターが今も残っている。
1990年代頃には、4人の男女が二人羽織を行いながら酒を飲むというテレビCMが放送されていた。